# Betraying the Martyrs
Betraying the Martyrs is een Franse metalcoreband afkomstig uit Parijs. 

## Biografie
De band werd opgericht in 2008 door ex-leden van bands als Darkness Dynamite, The Beverly Secret en Black Curtains en bracht datzelfde jaar nog de volledig zelfstandig geproduceerde en gefinancierde EP The Hurt, The Divine, The Light uit, waarvan ze meer dan 2000 kopieën verkochten. Als onderdeel van de Survivors Tour speelden ze in het voorprogramma van bands als Whitechapel, Dance Gavin Dance, Dark Funeral en While She Sleeps.
In 2011 tekende ze contracten met Sumerian Records en Listenable Records, waarna ze op 20 september 2011 hun debuutalbum Breathe in Life uitbrachten. Aaron Matts, die in contact was gekomen met de band tijdens de Survivor Tour had Eddie Czaicki toen al vervangen als zanger van de band. Begin 2012 toerde de band door Europa met de Bonecrusher Tour, om later dat jaar met de Sumerianos Tour voor het eerst door de Verenigde Staten te toeren.
In de zomer van 2013 speelde de band op vele Europese festivals als Greenfield Festival en Ghostfest. Ook speelden ze op de Never Say Die! Tour en eind dat jaar toerden ze door Oost-Europa en Scandinavië als hoofdact. In 2014 brachten ze hun tweede studioalbum Phantom uit.

## Personele bezetting
Huidige leden
- Victor Guillet – keyboards, schone vocalen (2008–heden)
- Valentin Hauser – bas (2008–heden)
- Baptiste Vigier – slaggitaar (2008–heden)
- Aaron Matts – leidende vocalen (2010–heden)
- Boris le Gal – drums (2016–heden)
- Steeves Hostin – gitaar (2018–heden)

Voormalige leden
- Fabien Clévy – gitaar (2008–2010)
- Eddie Czaicki – leidende vocalen (2008–2010)
- Antoine Salin – drums (2008–2012)
- Mark Mironov – drums (2012-2016)
- Lucas D'Angelo – gitaar, achtergrondvocalen (2010-2018)

Tijdlijn

## Discografie
Studioalbums
- Breathe in Life (Sumerian Records/Listenable Records, 2011)
- Phantom (Sumerian, 2014)
- The Resilient (Sumerian, 2017)
- Rapture (Sumerian, 2019)

Ep's
- The Hurt the Divine the Light (zelf-uitgebracht, 2009)